# Jan Sørensen (Pokerspieler)
Jan Vang Sørensen (* 1960 als Jan Vang Hansen) ist ein professioneller dänischer Pokerspieler und ehemaliger Fußballspieler. Er ist zweifacher Braceletgewinner der World Series of Poker.

## Persönliches
Sørensen verdiente sein Geld als Fußballspieler und spielte u. a. beim Odense BK in der Superliga, bis er seine Karriere im Alter von 30 Jahren aufgrund einer Knieverletzung beenden musste. Später änderte er seinen Nachnamen von Hansen (dem Nachnamen seines Vaters) auf Sørensen (den Nachnamen seiner Mutter), um länger als Pokerprofi in Las Vegas leben zu können.

## Pokerkarriere

### Werdegang
Seine erste Geldplatzierung bei einem Live-Turnier erzielte Sørensen im Mai 1995 bei der World Series of Poker (WSOP) im Binion’s Horseshoe in Las Vegas. Dort kam er bei einem Turnier der Variante Seven Card Stud in die Geldränge. Im November 1998 gewann er ein Turnier der European Open in Dortmund und im Monat darauf an gleicher Stelle ein Event der Hohensyburg Championships, wofür er jeweils eine Siegprämie von 125.500 deutschen Mark erhielt. Bei der WSOP 2002 setzte sich Sørensen bei einem Turnier in Pot Limit Omaha durch und sicherte sich ein Bracelet sowie den Hauptpreis von 185.000 US-Dollar. In derselben Variante gewann er einen Monat später ein Event im Hotel Bellagio am Las Vegas Strip mit einer Siegprämie von knapp 80.000 US-Dollar. Im Juni 2005 sicherte sich Sørensen bei der mittlerweile im Rio All-Suite Hotel and Casino ausgespielten WSOP 2005 sein zweites Bracelet mit einem Sieg in der Variante Seven Card Stud, der mit knapp 300.000 US-Dollar dotiert wurde. Mitte Oktober 2005 erreichte er beim Main Event der World Poker Tour im Bellagio den Finaltisch und belegte den fünften Platz für knapp 140.000 US-Dollar. Einen Monat später saß er auch beim Main Event der Master Classics of Poker in Amsterdam am Finaltisch und wurde Dritter, was ihm 132.000 Euro einbrachte. Drei Jahre später, im November 2008, behauptete sich Sørensen beim Main Event der Master Classics of Poker als Sieger und erhielt den Hauptpreis von über 620.000 Euro. Im Oktober 2022 erzielte er bei der norwegischen Pokermeisterschaft erstmals seit knapp 10 Jahren wieder eine Live-Geldplatzierung.
Insgesamt hat sich Sørensen mit Poker bei Live-Turnieren mehr als 2 Millionen US-Dollar erspielt.

### Braceletübersicht
Sørensen kam bei der WSOP 16-mal ins Geld und gewann zwei Bracelets:
| Jahr | Buy-in (in $) | Turnier         | Teilnehmer | Preisgeld (in $) |
| ---- | ------------- | --------------- | ---------- | ---------------- |
| 2002 | 2500          | Pot-Limit Omaha | 089        | 185.000          |
| 2005 | 5000          | Seven Card Stud | 192        | 293.275          |